# Zoutelandse Molen
De Zoutelandse Molen is een molen in het Zeeuwse dorp Zoutelande.
De naamloze ronde stenen grondzeiler aan de Molenweg aan de noordzijde van het dorp dateert uit 1722. Deze korenmolen met drie zolders staat op een 0,5 m hoge molenberg en is nooit bewoond geweest. Boven de oostelijke deur is een grijze hardstenen gevelsteen in de vorm van een vlakke rechthoekige gietijzeren baardplaat met halfronden bekroning aangebracht. De in wit geschreven tekst kan als volgt worden weergegeven: "Het stadsbestuur en het volk van Vlissingen (D'heer Geleyn Hurgronie, D'heer Nicolaes van Hoorn, regerende burgemeesters, D'heer Jacob Winckelman en D'heer Pieter Carel van de Putte) hebben deze molen doen oprichten en bouwen in het jaar onzes Heren 1722".
De bemoeienis van Vlissingen is verklaarbaar uit het feit dat de heerlijkheid Zoutelande sinds 1617 in handen is van deze stad. Het bouwjaar 1722 is tevens ingehakt in een steen naast de deur aan de binnenzijde van de molen. De voorganger was een in 1721 omgewaaide standaardmolen, waarna de stadsregering van Vlissingen in 1722 opdracht gaf de huidige molen te bouwen.
Tot voor kort maalden vanaf 1801 vier generaties Joh. Adriaanse op deze korenmolen. J.S. Adriaanse en zijn broer Joh. Adriaanse maalden tot december 1970 op windkracht. De maalinrichting omvatte oorspronkelijk een koppel 16der kunst- en blauwe stenen, waarvan het laatste koppel in 1968 is vervangen door een koppel 17der maalstenen uit Westkapelle. Op de begane grond stonden naast een buil en mengmachine ook een 30 PK elektromotor voor aandrijving van de machines.
In 1896 werd de als stutvang uitgevoerde blokvang vernieuwd en tevens werd een nieuwe houten roede door de uit 1866 daterende gietijzeren bovenas gestoken. Twee jaar later werd een nieuwe met dakleer beklede kap met windvaantje in de kleuren van de Nederlandse vlag geplaatst.
In 1907 werden een nieuwe houten roede en een jaar later een nieuw bovenwiel in rekening gebracht. In de Tweede Wereldoorlog raakte de molen geheel in verval, waarna in 1955 herstellingen werden uitgevoerd. De ijzeren Pot roeden, houten staart met schoren zijn afkomstig van de uit 1802 daterende stenen poldermolen te Hoogvliet.
De naburige maalderij met een hamermolen met 25 PK elektromotor, twee mengmachines en een silo van 12 ton werd in 1965 geplaatst. Bijzonder is dat de molen zowel een kruilier als kruirad heeft om de ijzeren rollen onder de molenkap soepel over een ijzeren vloer in beweging te zetten. Het oud-Hollands opgeknapte wiekenkruis heeft een vlucht van 21,66 m en wordt regelmatig in bedrijf gesteld. Na de restauratie van 1983/1985 resteren twee koppels maalstenen, een hijs inrichting en hulpmotor. Sinds de gemeentelijke herindeling op 1 januari 1998 is de molen eigendom van de gemeente Veere.